# Los ángeles de Charlie (película)
Los ángeles de Charlie (Charlie's Angels en inglés) es una película estadounidense de acción y comedia dirigida por Joseph McGinty Nichol. Está basada en la serie de televisión de los años 70 Los ángeles de Charlie. 
Sus protagonistas fueron: Cameron Diaz, Drew Barrymore y Lucy Liu, interpretando a los tres "ángeles"; Bill Murray interpretó a John Bosley, Sam Rockwell a Eric Knox y John Forsythe, actor de la serie original, a Charlie. Los ángeles de Charlie fue seguido por una secuela, Charlie's Angels: Full Throttle (Los ángeles de Charlie: Al límite), con el ya fallecido Bernie Mac como Jimmy Bosley y Demi Moore como Madison Lee.

## Argumento
Natalie Cook (Cameron Diaz), Dylan Sanders (Drew Barrymore) y Alex Munday (Lucy Liu) son las "ángeles", tres talentosas, duras y atractivas mujeres que trabajan como investigadores privadas juntas por un millonario invisible llamado Charlie (voz de John Forsythe). Charlie utiliza un altavoz en sus oficinas para comunicarse con los ángeles, y su asistente Bosley (Bill Murray) trabaja directamente con ellos cuando sea necesario.
Charlie asigna a las "ángeles" para encontrar a Eric Knox (Sam Rockwell), un genio de software que creó un sistema de reconocimiento de voz revolucionaria y dirige su propia compañía, Knox Empresas. Knox se cree que ha sido secuestrado por Roger Corwin (Tim Curry), que dirige una compañía de comunicaciones por satélite denominado Redstar. Las ángeles se infiltran en una fiesta celebrada por Corwin y ven al Sombrío (Crispin Glover) que fue visto en los videos de vigilancia durante el secuestro de Knox. Lo persiguen y luchan contra él.
Después de que las ángeles se reúne con la socia de negocios de Knox, Vivian Wood (Kelly Lynch), Charlie explica que deben determinar si Sombrío ha robado el software de reconocimiento de voz de Knox. Las ángeles se infiltran en la sede Redstar, engañan al sistema de seguridad, y plantan un dispositivo en el ordenador central que les permita explorar de forma remota. Se retiran por la noche después de dar a Bosley la computadora portátil que se comunica con el ordenador de Redstar. Dylan acepta la oferta de Knox para pasar la noche con él, hacen el amor, pero él la traiciona más tarde esa noche, explicando que se simuló el secuestro con la ayuda de Vivian y el Sombrío. Han secuestrado a Bosley, y, con acceso a la computadora central de Redstar, tiene la intención de utilizar su software de voz con la red de satélites Redstar para encontrar y matar a Charlie, que él cree que había matado a su padre en la guerra de Vietnam.
Knox dispara a Dylan, aparentemente matándola, pero ella escapa ilesa al caer y rodar desnuda por una colina. Natalie y Alex también son atacadas, y Corwin es asesinado por el Sombrío. Cuando las ángeles se reagrupan, la oficina de Charlie explota. Un receptor de radio sobrevive en los escombros, y Natalie deduce la ubicación de Bosley como él habla a las ángeles utilizando un transmisor de radio implantado en los dientes, que explica cómo detectar su ubicación en la que está encerrado.
Con la ayuda del novio actual de Dylan El Chad (Tom Green), Las ángeles se acercan al faro abandonado donde Knox está sosteniendo Bosley prisionero. Las ángeles rescatan Bosley y derrotan a Vivian, el Sombrío, y algunos secuaces antes de Knox salté del faro, pero Knox utiliza su software y la red de satélites Redstar para localizar a Charlie cuando los teléfonos Bosley. Cuando los programas Knox un helicóptero con un misil hacia la casa de Charlie, Bosley ayuda a las ángeles a bordo del helicóptero, y Alex reprograma el misil tener que tirar hacia atrás, lo que hace saltar el helicóptero y mata a Knox mientras que las ángeles aterrizan con seguridad juntas en la playa.
Al ver la oportunidad de conocer finalmente a Charlie en persona, entran en la casa de playa que Knox había apuntado el misil, pero Charlie ya se ha ido. Él de forma remota felicita a las ángeles por un trabajo bien hecho a través de otro orador, ellas y Bosley toman unas vacaciones. Charlie les dice que el padre de Knox fue encubierto; Sin embargo, fue descubierto y fue asesinado por otra persona, pero no por Charlie. Cuando habla a las ángeles de nuevo por el teléfono en la playa, se preguntan si alguna vez le podrían conocer en persona. Dylan entonces sospecha que él podría estar viendolas de cerca hablando en un teléfono celular, pero no le dice al grupo.

## Elenco
- Cameron Diaz como Natalie Cook
- Drew Barrymore como Dylan Sanders / Helen Zaaz
- Lucy Liu como Alex Munday
- Bill Murray como John Bosley
- John Forsythe como Charles "Charlie" Townsend (Voz)
- Sam Rockwell como Eric Knox / John McCadden
- Kelly Lynch como Vivian Wood
- Crispin Glover como El Sombrío
- Tim Curry como Roger Corwin
- Matt LeBlanc como Jason Gibbons
- Luke Wilson como Peter Kominsky
- Tom Green como The Chad
- LL Cool J como el señor Jones
- Alex Trebek como él mismo
- Karen McDougal como la novia de Roger
- Melissa McCarthy como Doris

## Recepción
Los ángeles de Charlie recibieron críticas generalmente positivas de los críticos especializados. En Rotten Tomatoes, la película tiene un índice de aprobación del 68% basado en 142 reseñas. El consenso crítico del sitio dice: "Mezclando una tarta de queso irónica con piezas brillantes de acción, Charlie's Angels es hábil y razonablemente divertido a pesar de su falta de originalidad". En Metacritic, que asigna un puntaje promedio ponderado, tiene un puntaje de 52 de 100 basado en comentarios de 34 críticos, que indica "comentarios mixtos o promedio".

## Estrenos
| País                                                                          | Fecha de estreno                  |
| ----------------------------------------------------------------------------- | --------------------------------- |
| Alemania                                                                      | Jueves 30 de noviembre de 2000    |
| Argentina                                                                     | Jueves 28 de diciembre de 2000    |
| Australia                                                                     | Jueves 23 de noviembre de 2000    |
| Austria                                                                       | Viernes 1 de diciembre de 2000    |
| Bélgica                                                                       | Miércoles 22 de noviembre de 2000 |
| Belice · Costa Rica · El Salvador · Guatemala · Honduras · Nicaragua · Panamá | Viernes 24 de noviembre de 2000   |
| Bolivia                                                                       | Jueves 23 de noviembre de 2000    |
| Brasil                                                                        | Viernes 24 de noviembre de 2000   |
| Bulgaria                                                                      | Viernes 1 de diciembre de 2000    |
| Chile                                                                         | Jueves 23 de noviembre de 2000    |
| Colombia                                                                      | Viernes 24 de noviembre de 2000   |
| Corea del Sur                                                                 | Viernes 24 de noviembre de 2000   |
| Croacia                                                                       | Jueves 7 de diciembre de 2000     |
| Dinamarca                                                                     | Viernes 8 de diciembre de 2000    |
| Ecuador                                                                       | Viernes 1 de diciembre de 2000    |
| Egipto                                                                        | Miércoles 17 de enero de 2001     |
| Emiratos Árabes Unidos                                                        | Miércoles 10 de enero de 2001     |
| Eslovenia                                                                     | Jueves 14 de diciembre de 2000    |
| España                                                                        | Viernes 1 de diciembre de 2000    |
| Estados Unidos · Canadá                                                       | Viernes 3 de noviembre de 2000    |
| Estonia                                                                       | Viernes 1 de diciembre de 2000    |
| Filipinas                                                                     | Miércoles 29 de noviembre de 2000 |
| Finlandia                                                                     | Viernes 24 de noviembre de 2000   |
| Francia                                                                       | Miércoles 22 de noviembre de 2000 |

| País                         | Fecha de estreno                  |
| ---------------------------- | --------------------------------- |
| Grecia                       | Viernes 8 de diciembre de 2000    |
| Hong Kong                    | Jueves 23 de noviembre de 2000    |
| Hungría                      | Jueves 23 de noviembre de 2000    |
| India                        | Viernes 22 de diciembre de 2000   |
| Indonesia                    | Miércoles 29 de noviembre de 2000 |
| Islandia                     | Viernes 24 de noviembre de 2000   |
| Israel                       | Jueves 23 de noviembre de 2000    |
| Italia                       | Viernes 24 de noviembre de 2000   |
| Jamaica                      | Miércoles 15 de noviembre de 2000 |
| Japón                        | Sábado 11 de noviembre de 2000    |
| Letonia                      | Viernes 15 de diciembre de 2000   |
| Líbano                       | Jueves 23 de noviembre de 2000    |
| Lituania                     | Viernes 22 de diciembre de 2000   |
| Malasia                      | Jueves 23 de noviembre de 2000    |
| México                       | Viernes 17 de noviembre de 2000   |
| Noruega                      | Viernes 24 de noviembre de 2000   |
| Nueva Zelanda                | Jueves 30 de noviembre de 2000    |
| Países Bajos                 | Jueves 7 de diciembre de 2000     |
| Perú                         | Jueves 23 de noviembre de 2000    |
| Polonia                      | Viernes 1 de diciembre de 2000    |
| Portugal                     | Viernes 24 de noviembre de 2000   |
| Reino Unido Irlanda          | Viernes 24 de noviembre de 2000   |
| República Checa · Eslovaquia | Jueves 23 de noviembre de 2000    |
| República Dominicana         | Jueves 23 de noviembre de 2000    |
| Rumania                      | Viernes 1 de diciembre de 2000    |
| Rusia                        | Jueves 1 de febrero de 2001       |
| Serbia                       | Jueves 23 de noviembre de 2000    |
| Singapur                     | Jueves 23 de noviembre de 2000    |
| Sudáfrica                    | Viernes 1 de diciembre de 2000    |
| Suecia                       | Viernes 24 de noviembre de 2000   |
| Suiza                        | Jueves 23 de noviembre de 2000    |
| Tailandia                    | Viernes 24 de noviembre de 2000   |
| Taiwán                       | Sábado 25 de noviembre de 2000    |
| Turquía                      | Viernes 24 de noviembre de 2000   |
| Uruguay                      | Lunes 25 de diciembre de 2000     |
| Venezuela                    | Miércoles 28 de febrero de 2001   |